# Bernard de Brienne
Bernard de Brienne, né le 15 avril 1925 à Montréal (Québec) et mort le 12 novembre 1997 dans la même ville, est une personnalité catholique et un chanteur québécois. Surnommé "le ménestrel du Bon Dieu" ou "le troubadour de la joie",, il est populaire au Québec de 1958 à 1968.

## Biographie

### Famille
Armand Joseph Léonel de Brienne naît le 15 avril 1925, à Montréal au Québec[réf. souhaitée] . Il est né de parents français qui ont émigré au Canada. Son grand père paternel, Louis Jules Élie Buclon, dit de Brienne, est originaire de Lyon en France. 

### Formation musicale et religieuse
Le jeune Bernard commence ses études à Papineauville au Québec et poursuit sa formation chez les Pères de Sainte-Croix où il entame son cours classique. Dès son plus jeune âge, il a un goût marqué pour la musique, sans qu’il y ait pourtant d’antécédents en matière de talents musicaux dans sa famille. À l’âge de 6 ans, il commence l’étude du violon, puis celle du violoncelle et de l'alto (voix). Il s’attaque rapidement au piano et à l’orgue, deux disciplines qu’il étudie pendant dix-huit ans. Plus tard, il touche à presque tous les instruments en rejoignant l’orchestre du Collège Notre-Dame de Montréal.
Depuis la classe de Belles-lettres, le jeune étudiant doué s’intéresse à la poésie, si bien qu'on le retrouve quelques années plus tard à l’Université de Montréal d'où il sort licencié ès-lettres. Il choisit alors d'étudier la peinture puis la sculpture avec des professeurs des Beaux-Arts à Montréal et à Québec. 
Jouissant d'une vie animée lors de sa jeunesse, il saisit aussi l'occasion de faire l'expérience de la vie militaire parmi les Forces armées canadiennes. 
À cette époque il entend l’appel irrésistible d'une vocation religieuse. L’étudiant Bernard de Brienne fait alors son entrée au noviciat des Franciscains à Sherbrooke.
Après le noviciat, le Père Bernard entreprend des études en philosophie à Québec ainsi qu'en théologie à Montréal. Il est ordonné prêtre en 1953.
Selon l'ouvrage du sociologue Gonzalve Poulin sur l'Externat classique de Longueuil, le Père Bernard a été professeur dans cet établissement pendant la période de 1955 et 1956[réf. souhaitée]. 

### L'auteur-compositeur-interprète
Nommé professeur et aumônier à Sherbrooke, il y enseigne les belles-lettres et la rhétorique. C’est dans ce cadre qu'il devient un chanteur-guitariste. En tant qu'aumônier, on lui confie un groupe de jeunes hommes et de jeunes filles du Tiers-Ordre de Saint-François qui constitue son premier public.  Au cours de veillées, le jeune religieux fait d'abord entendre les grands classiques au piano, puis il chante les grands succès de la chanson canadienne de l'époque comme ceux de Félix Leclerc. On l’encourage à s’accompagner à la guitare plutôt qu'au piano et bientôt il présente son propre répertoire.
En spectacle, le Père Bernard sait tenir son auditoire sous le charme de sa musique et de sa poésie avec une voix de baryton hors du commun. Sur scène, il revêt la traditionnelle robe d'étoffe de laine brune des Franciscains et ne porte aux pieds que des sandales. Il ferme toujours les yeux quand il chante. Un récital est pour lui le moyen de « transmettre le message de Dieu au peuple », un message d'espoir qu'il transmet dans la joie,. Il est « animé d'une espérance contagieuse et d'une charité communicative ». 
Il devient rapidement un compositeur prolifique qui joue le rôle d'un ménestrel apostolique pour le Canada français à l'instar du Père Duval ou du Père Cocagnac en France. En deux ans à peine (1957-1958), il écrit et compose plus de 300 chansons, paroles et musique,. La nature est une de ses principales sources d'inspiration, et sa thématique de prédilection est l'Amour avec un A majuscule,. En 1958, le Père Bernard donne souvent trois ou quatre récitals dans les écoles et collèges de la région de Sherbrooke au cours d'une même journée ; il est capable même capable de se produire au cours de cinq concerts en une seule journée. Son public est surtout constitué de jeunes.
Le Père Bernard projette au cours de l'hiver 1958 un concert de gala au Forum de Montréal conjointement avec le Père Duval. Pour l'année 1959, Félix Leclerc conçoit le projet d'une grande tournée de concerts en Europe avec le Père Bernard pour montrer aux Français que les Canadiens savent faire de bonnes et belles chansons.  
Les cachets de ses concerts sont versés au fonds des vocations franciscaines,.  
Après un silence volontaire de quelques années, le Père Bernard enregistre un nouveau disque en 1962.  
En 1967, le Père Bernard anime une émission radiophonique à CKVL (CKAC). 

### Après la vie religieuse
Le Père Bernard de Brienne quitte l'Ordre des frères mineurs en 1968. Son nom Joseph Armand Léonel de Brienne est officiellement changé en celui de Joseph Armand Léonel Bernard de Brienne par décret le 28 mars 1968 à la suite de sa demande publiée en janvier 1968 . Il retourne à la vie privée, se marie et devient père de deux enfants. 
Il enseigne la poésie ainsi que le théâtre au Cégep Édouard-Montpetit de Longueil pendant plus de 20 ans. Dès le début des années 1970, il est influencé par l'enseignement du philosophe indien Krishnamurti. Sa pensée, sa façon de vivre sont fortement influencées par le philosophe. 
Dans les dernières années de son existence, Bernard de Brienne vit à Outremont. Il continue de faire partie de l'orchestre du Collège Notre-Dame de Montréal pendant de nombreuses années. 
À la fin de sa vie, il reprend les pinceaux et se consacre uniquement à l'aquarelle qu'il considère comme la discipline la plus difficile à exercer.
Bernard de Brienne meurt le 12 novembre 1997 à l'âge de 72 ans, d'un cancer des intestins, à l'hôpital Notre-Dame de Montréal.

## Interprètes, concerts, spectacles
- Concert projeté avec le Père Duval, jésuite reconnu de France, Forum de Montréal, Québec 1958
- Enregistrement d'un microsillon de douze chansons, 1958
- Tournée de concerts projetée avec Félix Leclerc en Europe et en France, 1959
- Concert à Ottawa (Ontario) Canada, février 1960

## Solidarités
- Participation à la Fraternité Sainte Colette (ie. fondée par Pauline Goyette en 1958), fraternité de jeunes laïcs franciscains, Monastère de Lennoxville. "Sainte Colette" de Corbie est née à Corbie (Picardie) en 1381. Religieuse franciscaine clarisse, elle introduit dans son Ordre une réforme qui rétablit la rigueur primitive. Elle décède à Gand en 1447.
- Participation à des rencontres de formation, concerts, retraites fermées, enseignement aux novices, assemblées annuelles comme invité spécial et autres activités connexes au Monastère de Lennoxville.

## Hommages et prix
- "Les grandes firmes de disques américaines l'assaillent. Les caricaturistes le représentent entouré de fans. Les imprésarii sont à sa porte...; une poésie humaine, simple, pastorale, un rythme agréable, une voix grave (à la Félix Leclerc), tel est le Père Bernard, justifiant l'accueil enthousiaste qu'il a reçu...; si Elvis Presley est le porte-drapeau (pour combien de temps?) de l'amour tout court, le Père Bernard devient le meilleur propagandiste de l'amour divin et son succès fulgurant est pour la plus grande gloire du Seigneur..." (La Discographie Française), (France) 1959)[réf. souhaitée]
- "Le Père Bernard de Brienne est aussi un gai luron. Son dynamisme pourrait attirer des ennuis à Paul Anka. Son thème favori, c'est l'amour branché sur la joie, sur la vie et sur le bonheur des hommes..." (Music-Hall (France) 1959).
- "Autre prochain best-seller, mais dans un genre vraiment différent. Le 33 tour "Fontana" du Père Bernard, d'origine canadienne, qui compose et chante lui-même ses chansons avec un bel enthousiasme et beaucoup de talent..." (Le Figaro, (France) 1959).
- "Son rythme à la Rock n'Roll est en effet extrêmement rapide. D'où sa très brusque et large popularité, sans que, pour autant, celle-ci le détourne des exigences formelles de l'apostolat religieux..." (Combat, (France) 1959).
- "Il a une belle voix chaude, roule les "R" à la Brassens... Un des "crooners" numéro 1 d'outre-Atlantique..." (Paris-Presse, (France) 1959).
- "Très dynamique et très enthousiaste, on le compare, dans son pays d'origine, le Canada, à Elvis Presley. Le Père Bernard a écrit trois cents chansons et il a son club de "fans" au Canada..." (Paris-Journal), (France) 1959).